# Williams Régala
Williams Régala (28 de abril de 1937 - 23 de dezembro de 2018) foi um ex-membro do Conselho Nacional de Governo do Haiti. Ele foi membro do primeiro conselho de curta duração (7 de fevereiro de 1986 - 20 de março de 1986), bem como do segundo conselho, que governou até 7 de fevereiro de 1988, quando Leslie Manigat assumiu o cargo.
Régala tinha sido o chefe do serviço secreto sob Jean-Claude Duvalier, e foi Ministro do Interior sob o Conselho Nacional. Quando Manigat assumiu o cargo, nomeou Régala Ministro da Defesa.
Em um relatório de 1996, a Human Rights Watch escreveu que o coronel Régala "ostentava uma longa história de abuso" como parte da polícia secreta de Duvalier. Em 1991, sob o presidente Jean-Bertrand Aristide, foi emitido um mandado de prisão para Régala, o governo haitiano acusou Régala de ter ordenado o massacre do dia da eleição de 1987. No entanto, Régala fugiu do país, indo para a República Dominicana, que negou um pedido de extradição do Haiti.
Ele morreu em 23 de dezembro de 2018, em sua residência em Porto Príncipe.